# حارة حزيز القديمة (صنعاء)
حارة حزيز القديمة هي إحدى حارات حي حزيز بمديرية ضواحي الأمانة سنحان وبني بهلول إحد مديريات العاصمة اليمنية صنعاء، بلغ تعداد سكانها 216 نسمة حسب تعداد اليمن لعام 2004.